# Atlantisch orkaanseizoen 2009
Het Atlantisch orkaanseizoen 2009 is een fenomeen met betrekking tot de jaarlijkse cyclus van tropische storm ontwikkeling. Het orkaan seizoen start officieel op 1 juni en duurt tot 30 november. Binnen deze tijdspanne komen de meeste tropische cyclonen tot ontwikkeling in het Atlantisch bekken. Mocht een tropische of subtropische storm ontstaan vóór 1 juni, dan wordt die ook tot het 2009 seizoen gerekend.

## Voorspelling
Voor ieder orkaanseizoen worden voorspellingen gedaan door de vooraanstaande experts Dr. Philip J. Klotzbach, Dr. William M. Gray en hun medewerkers aan de Colorado State University en door de voorspellers van NOAA.

### Uitkomst seizoen 2009
Het seizoen eindigde met negen tropische stormen en slechts drie orkanen. Het aantal tropische stormen was het laagste sinds 1997. Helaas is dit lemma niet goed afgesloten na het teleurstellend orkaanseizoen. Gelieve over te schakelen naar de Engelstalige versie voor de gebeurtenissen na orkaan Bill.

### ACE-indeling
Het jaar 2009 zal volgens dit team een 'Accumulated Cyclone Energy' ofwel ACE range van rond de mediaan (1950–2007) kennen. De verwachting is dat 2009 in de categorie 'normaal' met betrekking tot kansen op cyclonen in de Atlantische Oceaan zal scoren.

## Stormen en orkanen

### Tropische depressie 1
Op 28 mei begon het National Hurricane Center in Miami waarschuwingen uit te geven voor tropische depressie één van 2009. De depressie was 400 mijl (640 km) oostnoordoost van de Outer Banks van North Carolina gevormd. Doordat het systeem zich in gunstige omstandigheden bevond was de verwachting dat deze in kracht toenam tot een tropische storm, wat niet gebeurde. De depressie trok al gauw naar koeler water en kwam niet aan land. Op 29 mei viel deze depressie uiteen tot een resterend lagedrukgebied.
Het ontstaan en de koers van tropische depressie één was vrijwel gelijk aan het ontstaan en de koers van tropische depressie 1 uit het Atlantisch orkaanseizoen 1940.

#### Impact
De gevolgen van deze depressie waren minimaal. In North Carolina produceerde tropische depressie 1 lichte regenval (0,1 inches oftewel 2,5 millimeter). Gemiddelde windsnelheden liepen op tot 24 km/h met windstoten tot 37 km/h. De laagst gemeten luchtdruk in deze depressie was 1009 hPa.

#### Record
Tropische depressie 1 staat volgens het NHC bekend om de hoogst gevormde tropische depressie, tropische storm of orkaan ooit in de maand mei, wat is gebaseerd op het rapport dat na de depressie is opgemaakt door het NHC.

### Tropische storm Ana
Op 11 augustus vormde Ana zich uit een aan een tropisch golf gerelateerd lagedrukgebied. Ana bereikte gedurende korte tijd de intensiteit van tropische storm op 12 augustus alvorens weer af te zwakken tot een depressie. Op 15 augustus zwol de depressie weer aan tot tropische storm ten oosten van de Bovenwindse Eilanden. Door toenemende windschering en de ongewoon grote verplaatsingssnelheid van de storm zwakte deze snel af tot een tropische golf op 16 augustus.

### Orkaan Bill
Orkaan Bill ging langs Cuba en de Verenigde Staten.

## Tijdlijn seizoen 2009
.